# گرداله‌های مریخ

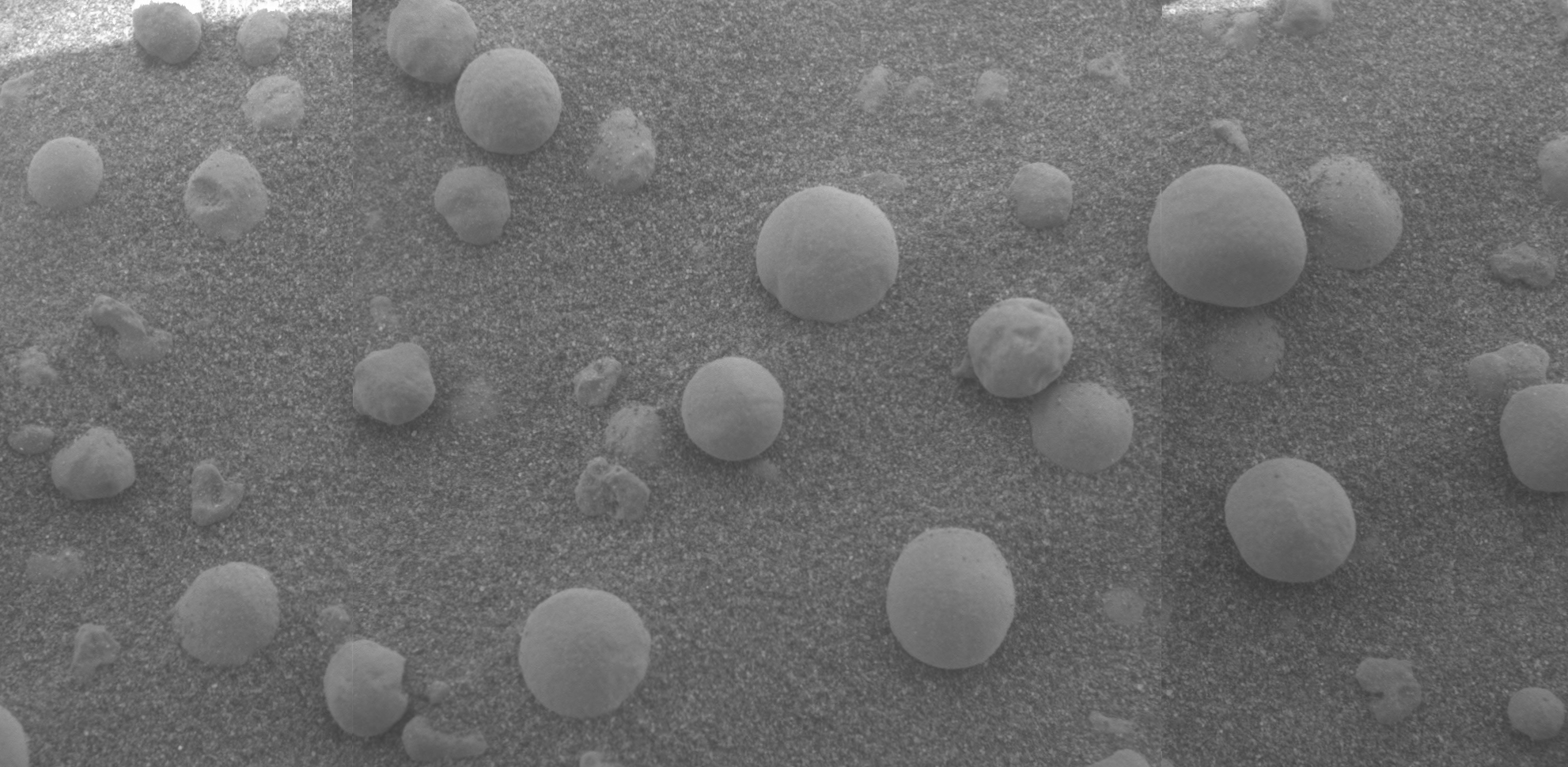
گرداله‌های سطح سیارهٔ بهرام.

گِرداله‌های مریخ (Martian spherules) شمار زیادی از تکه‌سنگ‌های کروی‌شکل از جنس سنگ خون (هماتیت) است که مریخ‌نورد «فرصت» در 
فلاته نیم‌روز واقع در سطح کرهٔ مریخ کشف کرد.
این گرداله‌ها در درون قالب‌های تبخیری نمک سولفاته یا به‌طور جدا و پراکنده در سطح خاک دیده می‌شوند.
از آن‌جا که این گرداله‌ها در درون صخره‌ها با فاصله‌های تقریباً یک‌نواخت از هم وجود دارند این احتمال را قوی می‌کند که آن‌ها در محل رشد کرده‌اند و در اثر یک پدیدهٔ آتشفشانی یا عامل بیرونی دیگری پدید نیامده‌اند.